# Insenatura di Smith (Dipendenza di Ross)
L'insenatura di Smith è un'insenatura situata sulla costa di Pennell, nella regione nord-occidentale della Dipendenza di Ross, in Antartide. L'insenatura, la cui superficie è quasi del tutto ricoperta dai ghiacci del ghiacciaio Barnett e che è in particolare localizzata a sud della penisola Tapsell e a nord delle cime Quam ed Hedgpeth, è larga alla bocca circa 7,4 km ed è delimitata a nord da capo Moore e a sud da capo Oakeley, mentre la sua lunghezza è di circa 35 km.

## Storia
L'insenatura è stata scoperta nel 1841 nel corso della spedizione antartica guidata dal capitano James Clark Ross ed è stata così battezzata proprio da quest'ultimo in onore di Alexander J. Smith, membro dell'equipaggio della nave HMS Erebus.